# Breeders' Cup World Thoroughbred Championships
Breeders' Cup World Thoroughbred Championships es un videojuego de 2005 desarrollado por 4J Studios y publicado por Bethesda Softworks para PlayStation 2 y Xbox.

## Jugabilidad
Breeders' Cup World Thoroughbred Championships es un simulador de carreras de caballos realista donde los jugadores pueden apostar y competir con caballos en eventos reales de Breeder's Cup. Se puede competir en los principales eventos de América del Norte, como Del Mar, Belmont Park y Keeneland, junto con muchos otros, hasta llegar al evento más prestigioso, la Breeders' Cup.
Elija entre miles de caballos para poseer y criar para crear el mejor campeón o hacer apuestas con el sistema de apuestas más sofisticado utilizado por los handicap profesionales. Elija comenzar una carrera o elegir una carrera rápida para jugar contra la computadora o enfrentarse cara a cara con un amigo, puede elegir ir a un evento solo para apostar o incluso elegir Race a Legend para enfrentarse a los ganadores reales de Breeder's Cup, incluido el Biscuit legendario.
El juego tiene licencia oficial de la NTRA (National Throughobred Racing Association) y cuenta con la voz del locutor de Breeder's Cup, Tom Durkin.

## Desarrollo
El juego fue anunciado en abril de 2005.

## Recepción
La versión para Xbox del juego tiene una calificación del 47 % en Metacritic según 5 críticas.
IGN calificó el juego con un 4.3 de 10 y dijo: "A menos que seas un gran fanático de las carreras de caballos o un coleccionista obsesivo de videojuegos, realmente no hay razón para elegir este título".